# Vladimir Isakov
Vladimir Vjačeslavovič Isakov (in russo Владимир Вячеславович Исаков?; 28 febbraio 1970) è un tiratore a segno russo.

## Palmarès

### Olimpiadi
- 2 medaglie:
  - 2 bronzi (Atene 2004 nella pistola 10 m aria compressa; Pechino 2008 nella pistola 50 m)